# Jane Bryan
Jane Bryan (gebürtig: Jane O'Brien; * 11. Juni 1918 in Hollywood, Kalifornien; † 8. April 2009 in Pebble Beach, Monterey County, Kalifornien) war eine US-amerikanische Schauspielerin.
Jane O’Brien wuchs in Hollywood auf und besuchte einen Schauspiel-Workshop von Jean Muir, wo sie von einem Hollywood-Agenten entdeckt wurde. 1936 erhielt sie bei Warner Brothers einen Studiovertrag und schon bald spielte sie unter dem Künstler-Nachnamen Bryan an der Seite von Weltstars wie Bette Davis, Edward G. Robinson, James Cagney und Humphrey Bogart. Neben einigen konventionellen Rollen als nettes junges Mädchen erhielt sie auch einige vielschichtigere Rollen: So etwa als Bette Davis’ Schwester, die in die Fänge der Prostitution gerät, in Mord im Nachtclub (1937) und als uneheliche Geliebte von Paul Munis verheiratetem Arzt in Ihr seid nicht allein (1939). Bryan erhielt viel Lob für ihre Filmauftritte – so nannte Noël Coward sie die „beste junge Schauspielerin Amerikas“ – und Warner Brothers plante, Bryan zu einem großen Star zu machen.
Ihre vielversprechende Schauspielkarriere endete 22-jährig im Jahr 1940 nach nur 18 Filmen. Grund war ihre Heirat mit Justin Whitlock Dart Senior (1907–1984), dem Präsidenten einer Drogeriekette, nach der sie sich ins Privatleben zurückzog. Sie blieben bis zu Darts Tod 1984 verheiratet und hatten drei Kinder. Das republikanisch wählende Ehepaar war eng mit Ronald Reagan befreundet und hatte beratend eine wichtige Rolle bei dessen Entscheidung, eine politische Karriere einzuschlagen. Jane O’Brien starb 2009 im Alter von 90 Jahren nach längerer Krankheit.

## Filmografie
- 1936: The Case of the Black Cat
- 1936: The Captain’s Kid
- 1937: Under Southern Stars (Kurzfilm)
- 1937: Mord im Nachtclub (Marked Woman)
- 1937: The Cherokee Strip
- 1937: Kid Galahad – Mit harten Fäusten (Kid Galahad)
- 1937: Confession
- 1938: Vier Leichen auf Abwegen (A Slight Case of Murder)
- 1938: Drei Schwestern aus Montana (The Sisters)
- 1938: Girls on Probation
- 1938: Brother Rat
- 1939: The Man Who Dared
- 1939: Todesangst bei jeder Dämmerung (Each Dawn I Die)
- 1939: Die alte Jungfer (The Old Maid)
- 1939: These Glamour Girls
- 1939: Ihr seid nicht allein (We Are Not Alone)
- 1939: Zwölf Monate Bewährungsfrist (Invisible Stripes)
- 1940: Brother Rat and a Baby